# Иван Макаров
Иван Константинович Макаров (1907 – 27 януари 1944) е руснак, съветски сержант, участник във Втората световна война, герой на Съветския съюз.
Роден е през 1907 г. в село Волосовка, Михайловски район, Рязанска област в семейство на колхозници. В предвоенните години работи като бригадир в колхоз.
В началото на нашествието на Нацистка Германия в СССР през юни 1941 г. е мобилизиран в Червената армия. През юни 1942 г. е изпратен на фронта. Командир е на взвод в 615-и стрелкови полк, част от 167-а сумско-киевска стрелкова дивизия от 38-а армия на 1-ви украински фронт.
На 28 юни 1942 г. Вермахтът, съгласно план „Блау“, предприема мощен удар в участъка на 13-а и 40-а армии от Брянския и Югозападния фронт. Танковите сили на Вермахта напредват към Воронеж и Дон. Съветската отбрана е пробита, но на отделни рубежи някои подразделения и съединения героично се сражават, отстоявайки атаките на немците.
615-и стрелкови полк в състава на 167-а стрелкова дивизия на 40-а армия заема отбрана на воронежкото направление направо сред пшеничното поле. В това време в полка пристига подкрепление от новопристигнали на фронта бойци, сред които е и редник Макаров. Тук той за първи път участва в бойни действия, водейки огън с картечница по настъпващата пехота, пресича пътя ѝ към танковете, в същото време артилеристите, обстрелвайки с право мерене вражеските танкове, не ѝ позволяват да превземат рубежа. Врагът е 3 пъти по-многочислен, но червеноармейците удържат противника цели 3 дни. При сражението е ранен командирът на отделението, когото Макаров изнася от бойното поле. Повишен е в чин младши сержант и е назначен за командир на стрелково отделение.
През 1943 г. Съветската армия започва общо настъпление. 38-а армия, в която вече влиза 167-а стрелкова дивизия, водейки ожесточени боеве през зимата на 1943 г., с тежки боеве достига до границата с Украйна. Макаров със своето отделение освобождава много села в Курска област. През август същата година участва в сраженията при Курск и в превземането на гр. Суми. Произведен е в звание сержант.
Участва в битката за Киев. Сержант Макаров е назначен за командир на стрелкови взвод. В утрото на 6 ноември 1943 г. Червената армия напълно овладява Киев, където Иван Макаров се отличава в сраженията по улиците на града. На 12 ноември командирът на 167-а стрелкова дивизия майор Морозов пише в наградния лист:
„Участвайки в боевете по освобождаването на град Киев, взводният командир от 5-а рота сержант Иван Константинович Макаров се прояви като образец на героизма. Въпреки силния автоматичен обстрел и артилерийско-минометния огън нееднократно със своя взвод навлизаха в окопите на противника, всявайки паника и обръщайки врага в бягство. На 6 ноември 1943 г., въодушевени от личния пример на командира, бойците от взвода унищожиха и плениха 30 войници и офицери, пленявайки 4 картечници и противотанково оръдие, разчиствайки пътя за придвижване на нашите части напред.
Предлагам сержант Иван Константинович Макаров за най-високото звание – Герой на Съветския съюз“.
С указ на Президиума на Върховния съвет на СССР от 10 януари 1944 г., „за образцово изпълнение на бойните задания и командване на фронта в борбата с немско-фашистките завоеватели и проявена при това смелост и геройство, се награждава сержант Иван Константинович Макаров със званието Герой на Съветския съюз“.
На 27 януари 1944 г. при евакуиране на ранени съветски бойци от бойното поле след края на битката при с. Лисянка, Черкаска област сержант Макаров е застрелян от ранен германски войник. Умира на място. Погребан е в обща могила край селото.
Посмъртно е награден с орден „Ленин“ и орден „Слава“ 3-та степен.